# Sympetrum nigrocreatum
Sympetrum nigrocreatum – gatunek ważki z rodziny ważkowatych (Libellulidae). Występuje na terenie Ameryki Środkowej.